# Muffy Calder

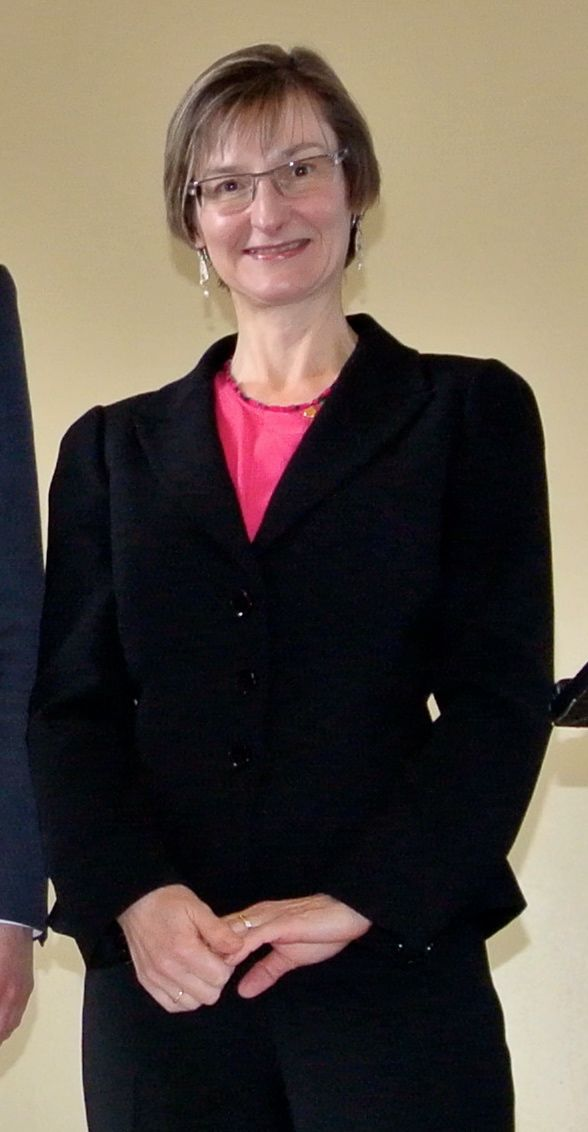
Muffy Calder, 2013

Dame Muffy Calder DBE FREng FRSE FBCS FIEE (geborene Thomas) (* 21. Mai 1958) ist eine schottische Informatikerin, stellvertretende Rektorin und Leiterin des College of Science and Engineering sowie Professorin für formale Methoden an der Universität Glasgow. Von 2012 bis 2015 war sie wissenschaftliche Chefberaterin der schottischen Regierung.

## Biografie
Calder wurde als Muffy Thomas am 21. Mai 1958 in Shawinigan, Quebec, Kanada, als Tochter von Carmen und Lois (Hallen) van Thomas geboren. Sie schloss ihr Studium der Informatik an der University of Stirling mit einem BSc ab und promovierte 1987 an der University of St. Andrews unter der Leitung von Roy Dyckhoff in Computerwissenschaften. Vor ihrer Heirat mit David Calder im Jahr 1998 veröffentlichte sie zahlreiche Publikationen unter dem Nachnamen Thomas.
Sie ist seit 1988 an der University of Glasgow tätig und war bis 2012 Dekanin für Forschung am College of Science and Engineering. Am 1. März 2012 wurde sie wissenschaftliche Chefberaterin der schottischen Regierung. Zuvor war Calder Vorsitzender des UK Computing Research Committee und Vorsitzender des British Computer Society Academy of Computing Research Committee. Seit 2015 ist sie stellvertretende Rektorin und Leiterin des College of Science and Engineering. Im Jahr 2015 wurde sie zum Mitglied des Rates des Engineering and Physical Sciences Research Council.

## Forschung
Calder fasst ihre Forschungsinteressen wie folgt zusammen: „Mathematische Modellierung und automatisierte Argumentation für gleichzeitige, kommunizierende Systeme, Protokolle und Telekommunikationsdienste, biochemische Netzwerke und Zellsignalübertragung“. Calder veröffentlichte einen einflussreichen Überblick über das Problem der Interaktion von Merkmalen (Feature interaction problem), mit mehr als 300 Zitaten bei Google Scholar. Ihre Forschungsarbeit hat sich auf die Anwendung von Informatikmethoden auf biochemische Netzwerke und Zellsignale in der Bioinformatik ausgedehnt, was zu einer Reihe von Veröffentlichungen geführt hat.

## Preise und Auszeichnungen
Calder wurde im Rahmen der New Year Honours 2011 für ihre Verdienste um die Computerwissenschaft zum Officer des Order of the British Empire (OBE) ernannt und im Rahmen der Birthday Honours 2020 schließlich als Dame Commander des Order of the British Empire (DBE) geadelt, für Verdienste um Forschung und Bildung.
Sie ist Mitglied der Royal Society of Edinburgh (2000), der British Computer Society (2002), der Institution of Electrical Engineers (2002) und der Royal Academy of Engineering (2013). 2016 erhielt sie den Suffrage Science award, ein Preis für Frauen in Wissenschaft, Technik und Informatik, der 2011 anlässlich des 100. Jahrestags des Internationalen Frauentags vom MRC London Institute of Medical Sciences gestiftet wurde.
Calder wurde 2012 von The Herald als 21. einflussreichste Frau in Schottland aufgeführt.